# 台东 (青岛市)

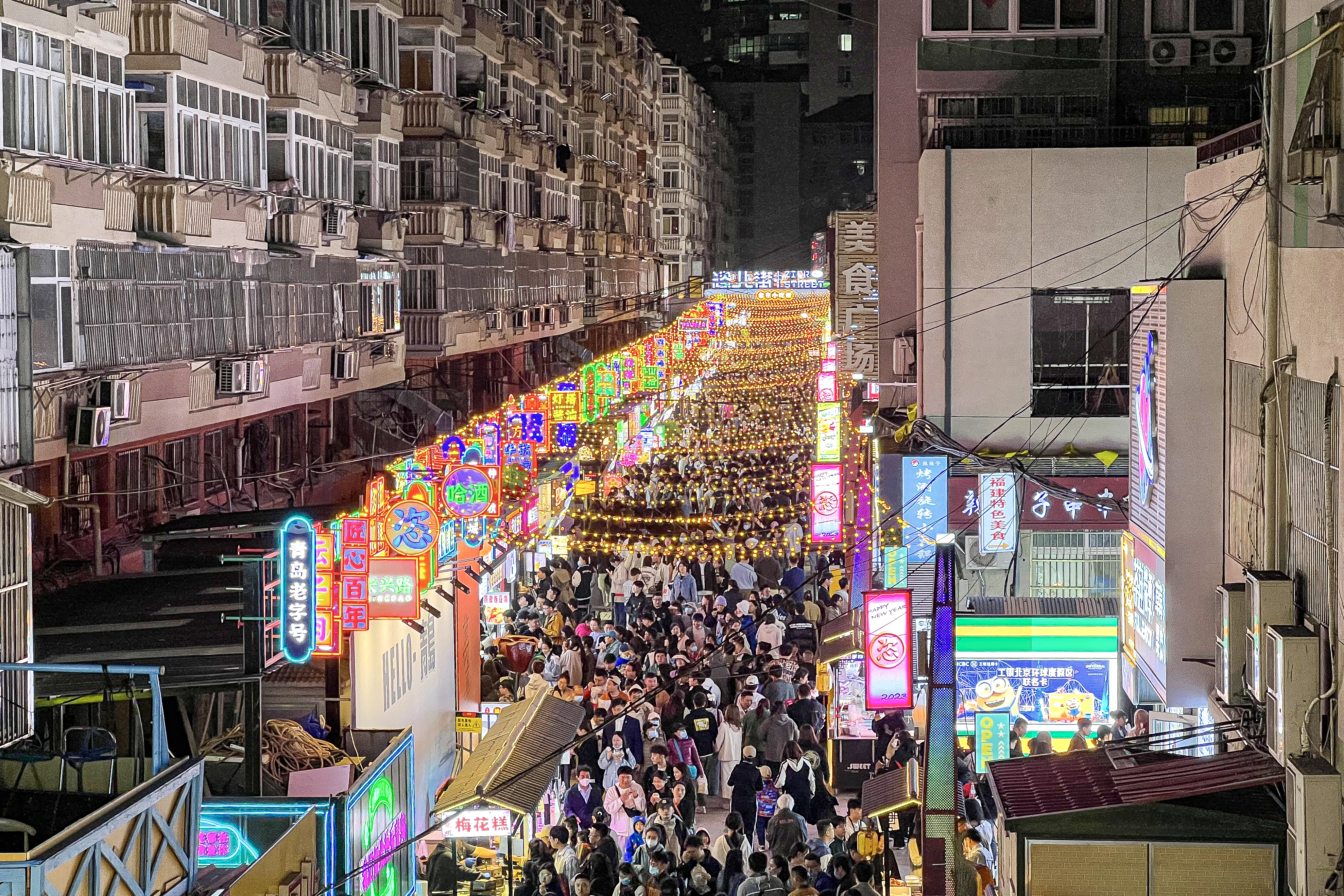
长兴路小吃街，2022年升级改造为“恣儿街”（2023年4月摄）

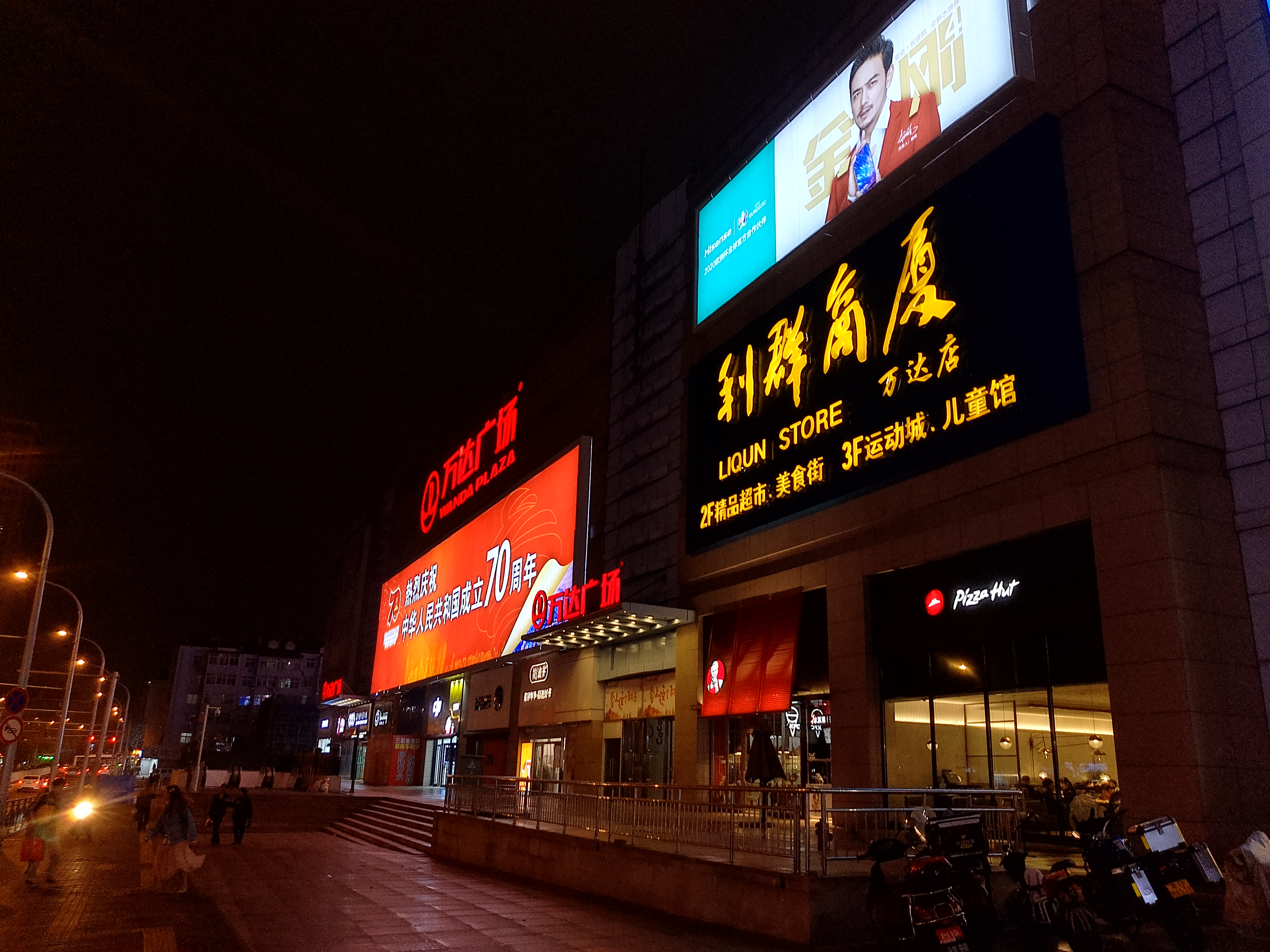
台东万达广场

台东片区，位于中华人民共和国山东省青岛市市北区西南部，西连贮水山、南接太平山、北临海泊河。因原有台东区而得名。现为青岛市市级商业区。

## 名称问题
- 该地区的名称曾常被称为“东镇”，实为受当地1935年旧区划名称的影响。“东镇”一词语出“台东镇”的讹化简称[參⁠ 1]因为“台”字的繁体字（臺）过于复杂，难以被不识字的平民使用而被简化掉，成为“以讹传讹”的谬误（类比“市北区”可简化为“市北”，而不可简化为“北区”），还带有较为深重的“贫民色彩”与台东的现状和市北的城市形象不相称，容易被人们，尤其是青年一代和外地人理解成所谓的“城乡结合部”或“城中村”，因而曾名为“东镇”的公交车站现已更名“台东”。

## 主要道路
台东的道路多为德租、日占时期因地势而修建，多曲折迂回和斜坡；少有笔直、宽阔、正南正北的道路。即便是交通干道，大多也因居民区密集，空间受限、建设资金缺乏或总体发展方向定位不明，而无法或没有被扩建改造。
- 威海路（南北走向干道）
- 台东一路（东西走向干道）
- 台东三路（商业步行街，国家3A级旅游景区）

## 商业区
台东商业区是青岛市七个市级商业中心之一，以台东三路商业步行街为中轴线，包括周边十余条道路、街巷。20世纪30年代初具规模。